# 泥炭鳄属
泥炭鱷（學名：Sphagesaurus）是種已滅絕鱷類，屬於鱷形超目諾托鱷類的泥炭鱷科，生存於白堊紀晚期的巴西。

## 發現與種
泥炭鱷的模式種是休尼氏泥炭鱷（S. huenei），在1950年被命名，化石是一些個別的牙齒。在2003年，一個幾乎完整的顱骨出土，有助於科學家建構出休尼氏泥炭鱷與其他諾托鱷類的演化關係。第二個種是蒙特阿爾托泥炭鱷（S. montealtensis），同樣也生前於白堊紀晚期的巴西。